# التحالف الوطني السوداني

## نشأة التحالف
يعتبر التحالف الوطني السوداني/ قوات التحالف السودانية من التنظيمات التي ظهرت في تسعينيات القرن الماضي ليس في بندقيته والانتفاضة الشعبية المسلحة، إلا أن الأهم هو مشروعه المتكامل في تحليله لجذر المشكل السوداني ورؤيته الإستراتيجية وبرنامجه التي جعلته رائداً للتجديد، حيث أن رواد التجديد والتحديث لا يظهرون فجأة وبغته وإنما نتاج صراع ثقافي-اجتماعي-اقنصادي وسياسي طويل عميق الجذور ومستمر وحركات التجديد ليس بالضرورة أن يكون لديها مرجعية تاريخية أو فكرية مثلها والتنظيمات العقائدية أو الطائفية، إلا ان التحالف اشار إلي مرجعيته التاريخية والفكرية منذ بدايات التكوين مما ساهم في وضوح الرؤية بالنسبة للتحالف.
وتعتبر الفكرة الأولي للتحالف خلال انتصار الانتفاضة الشعبية في السادس من أبريل 1985م والتي لعب فيها الشقيين المدني والعسكري دوراً كبيراً في إتجاهها وهو ما ولد ثقة بينهما لكنها لم تبلغ مرحلة –الكتلة الواحدة- وساهم في إخفاق الممارسة السياسية خلال فترة الحكم الديمقراطي الثالث لاحبط جزء كبير من تلك المجموعة التي اكتفت بدروها في المقاومة والذي تكلل بانتصار الانتفاضة. وبعد انقلاب الجبهة الإسلامية القومية في يونيو 1989م بدأ النقاش والحوار داخل سجن كوبر لإيجاد حركة تجديد منظمة لا تساهم فقط في المقاومة وإنما تلعب دوراً في ملأ الفراغ السياسي عقب هزيمة المشروع الشمولي، وتأكيداً علي أهمية الفكرة وتطويرها اسهم عدد من قيادات التحالف العسكرية –لاحقاً- في إنشاء القيادة الشرعية ودعمها ومساندتها بما في ذلك مجموعات المقاومة المدنية وصاحبت التجربة ايجابيات وسلبيات والتي اسهمت في خاتمة المطاف خروج مجموعة من القيادة الشرعية في اتجاه أكثر ثورية عقب الخلافات في وجهات لنظر حول الدور السياسي للقيادة الشرعية.
وشهد النصف الثاني من العام 1992م عقد اجتماع هام بالقاهرة حضره عدد من القيادات من داخل السودان وخارجه وتمثلت أبرز قرارات ذلك الاجتماع تكوين تنظيم سياسي عسكري باستخدام وسيلة الانتفاضة الشعبية المسلحة وتشكيل قيادة بالخارج وقيادة بالداخل تتبع للخارج واعتبار المرحلة الراهنة للعمل السري التنظيمي السياسي التعبوي. ونجحت الحركة السياسية العسكرية التحالف الوطني السوداني/ قوات التحالف السودانية في تحقيق اختراق إقليمي هام في العلاقة بين الحكومة السودانية والحكومات الإرترية والأثيوبية التي كان يجمعها حينها مصالح مشتركة مع الحكومة السودانية، ووظف التحالف العلاقات القديمة بين عدد من قياداته وقيادات تلك الأنظمة حيث ساعدت تلك المجهودات بالإضافة للأخطاء التي ارتكبتها الحكومة حيال جيرانها في استضافة أسمرا لاجتماع القوي الرئيسية الذي عقد في ديسمبر 1994م الذي شارك فيه التحالف بالإضافة لكل من حزب الأمة والحركة الشعبية لتحرير السودان والحزب الاتحادي الديمقراطي، ويعتبر اجتماع القوي الرئيسية بمثابة أول إعلان عن التحالف، كما شارك في مؤتمر اسمرا للقضايا المصيرية الذي عقد باسمرا في يونيو 1995م.

## المؤتمر التمهيدي الأول
عقد التحالف مؤتمره التمهيدي الأول في أغسطس 1995م باسمرا بفندق نيالا بحضور ومشاركة ممثلين من داخل وخارج السودان وممثلين عن الميدان وتمثلت أهم قرارات المؤتمر في التحول من تنظيم إلي حركة وإجازة الهيكل التنظيمي وانتخاب القيادة، وفي نهايات العام 1997م عقد التحالف الاجتماع التنظيمي الأول والذي تركز علي محور واحد وهو (التنظيم) والذي قدمت فيه أوراق كثيرة اهتمت بتنظيم الشؤون السياسية في مناطق الريف وتوج بشعار (ثورة الريف إلي المدينة). وشارك في الاجتماع ممثلين أعضاء التحالف من النيل الأزرق، البحر الأحمر، القضارف، كسلا، الخرطوم وكان أصغر الحضور سناً هم ممثلي التحالف الطلابي بالداخل والخارج الطاهر باشري عن جامعة كسلا وامام جمال مكتب القاهرة وجامعة كسلا أول جامعة يعلن فيها العمل المفتوح باسم التحالف ومثل ذلك بداية الركيزة في كسر العمل السري داخل الجامعات.

## المؤتمر التمهيدي الثاني
وفي منتصف عام 2001م عقد المؤتمر التمهيدي الثاني والذي أحدث نقلة اسهمت في تطوير تجربة التحالف حيث انعقد المؤتمر تحت شعار (نحو بناء حزب جماهيري) وهذا الشعار مثل تحول مهم حيث بدأ التفكير من داخل المؤتمر للتحول من حركة سياسية عسكرية إلي حزب جماهيري وقدمت وثيقة مهمة لمفهوم التحالف للحزب الجماهيري، وانتخب المؤتمرون أعضاء المكتب التنفيذي والمجلس المركزي بصورة ديمقراطية على الرغم من ما اعتبرها البعض حينها –بالتعارض مع فكرة الحركة الثورية- إلا أن الفكرة ارتكزت علي القراءة السياسية للمستقبل للمشكل السوداني وتجنب خلق حزب تتحكم فيه الديمقراطية المركزية.
اتجه التحالف في بداياته لرفع الشعارات دون تفاصيل بهدف جعل التعبئة عملية ميسورة وكانت أبرز تلك الشعارت –نحو بناء دولة مدنية ديمقراطية موحدة، الانتفاضة الشعبية المسلحة، ثورة الريف إلي المدينة، نحو بناء الحزب الجماهيري، التحالف خيار ديمقراطي جديد ووحدة قوي السودان الجديد- وتعتبر من أهم الوسائل الإعلامية التي استخدمها التحالف تمثلت في إذاعة صوت الحرية والتجديد والتي لعبت دوراً هاماً في التعبئة والتوعية، كما تميز بعقد الورش والسمنارات والندوات التي لم تكن محصورة علي عضوية التحالف بالميدان فقط وإنما كانت تضم عضويته بداخل السودان. وتميز التحالف برؤيته التحالفية حيث طرح وحدة قوي السودان الجديد وحول هذه الرؤية لواقع عبر عقد تحالفات نظرية كتوقيع الاتفاقيات، إلا أن الأهم تمثل في التجربة العملية بتنزيل الاتفاقات لأرض الواقع والذي تمثل أبرزها في التنسيق بين مؤتمر البجا والتحالف الفدرالي والذي تطور لاتفاق القاهرة في 1999م وإعلان الوحدة مع الحركة الشعبية في فبراير 2002م بالإضافة لتوقيعه علي اتفاقيات العمل المشترك مع القوي المعارضة في مؤتمر القوي الرئيسية المنعقد بديسمبر 1994م ومقررات مؤتمر القضايا المصيرية باسمرا عام 1995م.

## التعرض لانقسامين
تعرض التحالف طوال تجربته لعدد من الانقسامات إلا أن أبرزها تمثل في انقسام عبد العزيز دفع الله في عام 2000م وانقسام مجموعة المجلس المركزي في أبريل 2004م، لكن الحزب تمكن من تجاوزهما والمحافظة على مؤسساته والصمود في وجه الانقسامات.

## وصلات خارجية
موقع الحزب على الإنترنت